# Stazione meteorologica di Zurigo Centro
La stazione meteorologica di Zurigo Centro è la stazione meteorologica di riferimento per il servizio meteorologico svizzero e per l'Organizzazione Mondiale della Meteorologia, relativa alla città di Zurigo.

## Coordinate geografiche
La stazione meteorologica è situata in Svizzera, nella città di Zurigo, a 556 metri s.l.m. e alle coordinate geografiche 47°14′N 8°20′E.

## Dati climatologici
Secondo i dati medi del trentennio 1961-1990, la temperatura media del mese più freddo, gennaio, si attesta a -0,4 °C, mentre quella del mese più caldo, luglio, è di +17,9 °C.

Le precipitazioni medie annue sono superiori ai 1000 mm, distribuite mediamente in 127 giorni, con minimo relativo in inverno e picco massimo in estate   .
| Zurigo Centro       | Mesi | Mesi | Mesi | Mesi | Mesi | Mesi | Mesi | Mesi | Mesi | Mesi | Mesi | Mesi | Stagioni | Stagioni | Stagioni | Stagioni | Anno  |
| Zurigo Centro       | Gen  | Feb  | Mar  | Apr  | Mag  | Giu  | Lug  | Ago  | Set  | Ott  | Nov  | Dic  | Inv      | Pri      | Est      | Aut      | Anno  |
| ------------------- | ---- | ---- | ---- | ---- | ---- | ---- | ---- | ---- | ---- | ---- | ---- | ---- | -------- | -------- | -------- | -------- | ----- |
| T. max. media (°C)  | 2,0  | 4,2  | 8,3  | 12,6 | 17,3 | 20,5 | 23,0 | 22,0 | 18,8 | 13,3 | 6,9  | 2,9  | 3,0      | 12,7     | 21,8     | 13,0     | 12,7  |
| T. min. media (°C)  | −2,8 | −1,9 | 0,6  | 3,7  | 7,7  | 10,8 | 12,8 | 12,4 | 10,0 | 6,2  | 1,4  | −1,7 | −2,1     | 4,0      | 12,0     | 5,9      | 4,9   |
| Precipitazioni (mm) | 67   | 70   | 69   | 87   | 103  | 124  | 117  | 133  | 92   | 69   | 82   | 73   | 210      | 259      | 374      | 243      | 1 086 |
| Giorni di pioggia   | 11   | 10   | 11   | 12   | 12   | 12   | 11   | 12   | 8    | 8    | 10   | 10   | 31       | 35       | 35       | 26       | 127   |

## Temperature estreme mensili dal 1901 in poi
Nella tabella sottostante sono indicate le temperature estreme mensili registrate dal 1901 in poi con il relativo anno in cui sono state registrate. La temperatura massima assoluta finora registrata è di +37,7 °C e risale al 29 luglio 1947, mentre la temperatura minima assoluta finora rilevata è di -24.2 °C ed è datata 12 febbraio 1929.
| Zurigo Centro (1901-2023) | Mesi         | Mesi         | Mesi         | Mesi        | Mesi        | Mesi        | Mesi        | Mesi        | Mesi        | Mesi        | Mesi         | Mesi         | Stagioni | Stagioni | Stagioni | Stagioni | Anno  |
| Zurigo Centro (1901-2023) | Gen          | Feb          | Mar          | Apr         | Mag         | Giu         | Lug         | Ago         | Set         | Ott         | Nov          | Dic          | Inv      | Pri      | Est      | Aut      | Anno  |
| ------------------------- | ------------ | ------------ | ------------ | ----------- | ----------- | ----------- | ----------- | ----------- | ----------- | ----------- | ------------ | ------------ | -------- | -------- | -------- | -------- | ----- |
| T. max. assoluta (°C)     | 16,9 (1948)  | 19,3 (1939)  | 23,2 (1989)  | 31,3 (1934) | 32,4 (1931) | 36,4 (1947) | 37,7 (1947) | 36,2 (1943) | 32,5 (1911) | 28,7 (1966) | 23,8 (1968)  | 17,0 (1961)  | 19,3     | 32,4     | 37,7     | 32,5     | 37,7  |
| T. min. assoluta (°C)     | −20,8 (1987) | −24,2 (1929) | −14,4 (1971) | −6,5 (1913) | −2,0 (1941) | 0,9 (1962)  | 5,3 (1919)  | 4,0 (1924)  | −0,3 (1931) | −5,5 (1920) | −11,0 (1915) | −18,5 (1906) | −24,2    | −14,4    | 0,9      | −11,0    | −24,2 |